# Uwieliny
Uwieliny – wieś sołecka w Polsce położona w województwie mazowieckim, w powiecie piaseczyńskim, w gminie Prażmów. 
Wieś składa się z kilku części: Nowe Uwieliny, Uwieliny Poduchowne, Uwieliny Szlacheckie, Uwieliny-Konopka, Uwieliny-Parcela. 
| SIMC    | Nazwa                | Rodzaj    |
| ------- | -------------------- | --------- |
| 0007410 | Nowe Uwieliny        | część wsi |
| 0007440 | Uwieliny Poduchowne  | część wsi |
| 0007456 | Uwieliny Szlacheckie | część wsi |
| 0007427 | Uwieliny-Konopka     | część wsi |
| 0007433 | Uwieliny-Parcela     | część wsi |

Wieś szlachecka położona była w drugiej połowie XVI wieku w powiecie grójeckim ziemi czerskiej województwa mazowieckiego. Od 1955 do 1972 r. Uwieliny były gromadą. Do gromady Uwieliny należały wsie Gabryelin, Chilice, Michałów, Biały Ług, Czarna Rzeka, Wysoczyn i Piskórka. W latach 1975–1998 miejscowość administracyjnie należała do województwa warszawskiego.